# 朝鮮人民軍第4師
朝鮮人民軍近衛首爾金策第4步兵師隶属于朝鲜人民军，成立于1948年，由李权武担任师长，该师主力由参与过中国国共内战的朝鲜族人组成。朝鲜战争期间，第4師在夺取韩国首都首尔中扮演主要角色，因此得名“首尔师”。后遭受重大损失，参与烏山戰役、强渡洛东江的战斗和釜山环形防御圈战役。

## 序列
- 第16步兵團，團長朴勝熙大校（박승희）[1]
- 第18步兵團，團長金熙俊大校（김희준）[1]

## 参与战役
- 议政府战役
- 抱川戰役
- 東豆川戰役
- 弥阿里战役
- 汉江战役 (1950年)
- 始兴-安养-水原战役
- 乌山战役
- 平澤戰役
- 天安戰役（英语：Battle of Chonan）
- 浦项战役